# Chondrenchelyidae
Chondrenchelyidae — родина викопних морських хрящових риб монотипового ряду Chondrenchelyiformes. Група близька до химероподібних, існувала у кам'яновугільному періоді (345–318 млн років тому). Відомо 8 знахідок на території США та одна у Великій Британії.

## Опис
Ці риби сягали 10-15 см завдовжки, мали подовжене тіло, спинний, хвостовий та анальний плавці злились в один. Голова видовжена та відносно великі очі. Вважається, що ці риби були м'ясоїдними.

## Класифікація
Родина містить три викопних роди:
- †Chondrenchelys
- †Harpagofututor
- †Platyxystrodus